# Discografia di Doja Cat
La discografia di Doja Cat, rapper e cantautrice statunitense, comprende quattro album in studio, un EP e oltre quaranta singoli, di cui quattordici in collaborazione con altri artisti.

## Album in studio
| Anno                                                                                          | Titolo e dettagli                                                                                                  | Classifiche | Classifiche | Classifiche | Classifiche | Classifiche | Classifiche | Classifiche | Classifiche | Classifiche | Classifiche | Certificazioni |
| Anno                                                                                          | Titolo e dettagli                                                                                                  | USA         | AUS         | CAN         | FRA         | IRE         | ITA         | NLD         | NZL         | SWI         | UK          | Certificazioni |
| --------------------------------------------------------------------------------------------- | --- | ----------- | ----------- | ----------- | ----------- | ----------- | ----------- | ----------- | ----------- | ----------- | ----------- | --- |
| 2018                                                                                          | Amala - Pubblicato: 30 marzo 2018 - Etichetta: Kemosabe - Formati: Download digitale, streaming                    | 138         | —           | —           | —           | —           | —           | —           | —           | —           | —           | - USA: Oro - NZL: Oro - UK: Argento                                                                                    |
| 2019                                                                                          | Hot Pink - Pubblicato: 7 novembre 2019 - Etichetta: Kemosabe, RCA - Formati: CD, LP, download digitale, streaming  | 9           | 19          | 12          | 51          | 31          | 72          | 12          | 20          | —           | 38          | - USA: Platino (2) - AUS: Platino - NZL: Platino (3) - UK: Oro                                                         |
| 2021                                                                                          | Planet Her - Pubblicato: 25 giugno 2021 - Etichetta: Kemosabe, RCA - Formati: CD, LP, download digitale, streaming | 2           | 3           | 2           | 13          | 3           | 14          | 3           | 1           | 11          | 3           | - USA: Platino (2) - AUS: Platino - CAN: Platino - FRA: Platino - ITA: Oro - NZL: Platino (4) - SWI: Oro - UK: Platino |
| 2023                                                                                          | Scarlet - Pubblicato: 22 settembre 2023 - Etichetta: Kemosabe, RCA - Formati: CD, download digitale, streaming     | 4           | 5           | 4           | 12          | 13          | 22          | 6           | 2           | 11          | 5           | - USA: Platino - CAN: Platino - FRA: Oro - NZL: Platino                                                                |
| "—" indica che l'opera non si è classificata o che non è stata pubblicata in quel territorio. | |             |             |             |             |             |             |             |             |             |             | |

## Extended play
| Anno | Titolo e dettagli                                                                         |
| ---- | ----------------------------------------------------------------------------------------- |
| 2014 | Purrr! - Pubblicato: 5 agosto 2014 - Etichetta: Kemosabe - Formati: CD, download digitale |

## Singoli

### Come artista principale
| Anno                                                                                          | Titolo                                                              | Classifiche | Classifiche | Classifiche | Classifiche | Classifiche | Classifiche | Classifiche | Classifiche | Classifiche | Classifiche | Certificazioni | Album di provenienza                       |
| Anno                                                                                          | Titolo                                                              | USA         | AUS         | CAN         | FRA         | IRE         | ITA         | NLD         | NZL         | SWI         | UK          | Certificazioni | Album di provenienza                       |
| --------------------------------------------------------------------------------------------- | ------------------------------------------------------------------- | ----------- | ----------- | ----------- | ----------- | ----------- | ----------- | ----------- | ----------- | ----------- | ----------- | --- | ------------------------------------------ |
| 2014                                                                                          | So High                                                             | —           | —           | —           | —           | —           | —           | —           | —           | —           | —           | - USA: Oro - NZL: Platino - UK: Argento | Purrr!                                     |
| 2018                                                                                          | Go to Town                                                          | —           | —           | —           | —           | —           | —           | —           | —           | —           | —           | - USA: Platino - NZL: Oro | Amala                                      |
| 2018                                                                                          | Candy                                                               | 86          | 92          | 55          | —           | 81          | —           | —           | —           | —           | —           | - USA: Platino - FRA: Oro - NZL: Platino - UK: Oro                                                                                          | Amala                                      |
| 2018                                                                                          | Mooo!                                                               | —           | —           | —           | —           | —           | —           | —           | —           | —           | —           | - USA: Oro | Amala                                      |
| 2019                                                                                          | Tia Tamera (feat. Rico Nasty)                                       | —           | —           | —           | —           | —           | —           | —           | —           | —           | —           | - USA: Platino - NZL: Platino - UK: Argento                                                                                                 | Amala                                      |
| 2019                                                                                          | Juicy (solo o feat. Tyga)                                           | 41          | 68          | 57          | —           | —           | —           | —           | 31          | —           | 80          | - USA: Platino (4) - CAN: Oro - FRA: Oro - NZL: Platino (2) - UK: Oro                                                                       | Hot Pink                                   |
| 2019                                                                                          | Bottom Bitch                                                        | —           | —           | —           | —           | —           | —           | —           | —           | —           | —           | - USA: Oro | Hot Pink                                   |
| 2019                                                                                          | Rules                                                               | 119         | —           | —           | —           | —           | —           | —           | —           | —           | —           | - USA: Platino (2) - NZL: Platino - UK: Oro                                                                                                 | Hot Pink                                   |
| 2019                                                                                          | Cyber Sex                                                           | —           | —           | —           | —           | 92          | —           | —           | —           | —           | —           | - USA: Platino - NZL: Platino - UK: Argento                                                                                                 | Hot Pink                                   |
| 2020                                                                                          | Boss Bitch                                                          | 100         | 17          | 27          | 44          | 8           | 23          | 88          | 27          | 28          | 24          | - USA: Platino (2) - AUS: Platino - FRA: Platino - ITA: Platino - NZL: Platino (2) - UK: Platino                                            | Birds of Prey: The Album                   |
| 2020                                                                                          | Say So (solo o feat. Nicki Minaj)                                   | 1           | 4           | 3           | 9           | 4           | 45          | 9           | 3           | 15          | 2           | - USA: Platino (7) - AUS: Platino (5) - CAN: Platino (2) - FRA: Diamante - ITA: Platino - NZL: Platino (4) - SWI: Platino - UK: Platino (2) | Hot Pink                                   |
| 2020                                                                                          | Like That (feat. Gucci Mane)                                        | 51          | —           | 29          | —           | 50          | —           | —           | —           | —           | 62          | - USA: Platino (3) - AUS: Oro - FRA: Oro - NZL: Platino (2) - UK: Oro                                                                       | Hot Pink                                   |
| 2020                                                                                          | Do It (Remix) (Chloe x Halle e Doja Cat feat. City Girls e Mulatto) | —           | —           | —           | —           | —           | —           | —           | —           | —           | —           | | /                                          |
| 2020                                                                                          | Del mar (con Ozuna e Sia)                                           | 120         | —           | —           | 35          | —           | —           | —           | —           | 51          | —           | - FRA: Diamante - ITA: Platino | Enoc                                       |
| 2021                                                                                          | Streets                                                             | 16          | 12          | 19          | 105         | 9           | —           | 81          | 10          | 27          | 12          | - USA: Platino (6) - AUS: Platino (3) - FRA: Platino - ITA: Oro - NZL: Platino (3) - SWI: Oro - UK: Platino                                 | Hot Pink                                   |
| 2021                                                                                          | Kiss Me More (feat. SZA)                                            | 3           | 2           | 5           | 23          | 2           | 59          | 7           | 1           | 13          | 3           | - USA: Platino (5) - AUS: Platino (7) - CAN: Platino (4) - FRA: Diamante - ITA: Platino - NZL: Platino (6) - SWI: Oro - UK: Platino (2)     | Planet Her                                 |
| 2021                                                                                          | Need to Know                                                        | 8           | 9           | 16          | 73          | 8           | 73          | 53          | 5           | 29          | 11          | - USA: Platino (4) - AUS: Platino (3) - CAN: Platino (2) - FRA: Oro - ITA: Oro - NZL: Platino (3) - SWI: Oro - UK: Platino                  | Planet Her                                 |
| 2021                                                                                          | You Right (con The Weeknd)                                          | 11          | 11          | 10          | 120         | 11          | —           | 59          | 6           | 38          | 9           | - USA: Platino (2) - AUS: Platino - CAN: Platino - FRA: Oro - ITA: Oro - NZL: Platino (2) - UK: Oro                                         | Planet Her                                 |
| 2021                                                                                          | Woman                                                               | 7           | 16          | 12          | 8           | 11          | 59          | 12          | 9           | 7           | 13          | - USA: Platino (3) - AUS: Platino (4) - CAN: Platino - FRA: Diamante - ITA: Platino - NZL: Platino (4) - UK: Platino                        | Planet Her                                 |
| 2022                                                                                          | Get into It (Yuh)                                                   | 20          | 30          | 39          | 190         | 35          | —           | —           | 18          | —           | 41          | - USA: Platino (2) - AUS: Platino - FRA: Oro - NZL: Platino (2) - UK: Argento                                                               | Planet Her                                 |
| 2022                                                                                          | Freaky Deaky (con Tyga)                                             | 43          | 29          | 44          | —           | 73          | —           | —           | 16          | —           | 36          | - USA: Platino - NZL: Platino - UK: Argento                                                                                                 | /                                          |
| 2022                                                                                          | Vegas                                                               | 10          | 4           | 14          | —           | 15          | —           | —           | 3           | 93          | 24          | - USA: Platino - AUS: Platino (2) - NZL: Platino (2) - UK: Oro                                                                              | Elvis (Original Motion Picture Soundtrack) |
| 2023                                                                                          | Paint the Town Red                                                  | 1           | 1           | 1           | 5           | 1           | 17          | 2           | 1           | 1           | 1           | - USA: Platino (4) - AUS: Platino (4) - CAN: Platino (5) - FRA: Diamante - ITA: Platino - NZL: Platino (4) - SWI: Platino (2) - UK: Platino | Scarlet                                    |
| 2023                                                                                          | Agora Hills                                                         | 7           | 14          | 24          | 142         | 35          | —           | —           | 4           | 70          | 23          | - USA: Platino (2) - AUS: Platino - CAN: Platino (2) - FRA: Oro - NZL: Platino (2) - UK: Oro                                                | Scarlet                                    |
| 2024                                                                                          | N.H.I.E. (con 21 Savage)                                            | 19          | —           | 15          | 95          | 39          | —           | 86          | 37          | 29          | 27          | - CAN: Oro | American Dream                             |
| 2024                                                                                          | Okloser                                                             | —           | —           | —           | —           | —           | —           | —           | —           | —           | —           | | Scarlet 2 Claude                           |
| "—" indica che l'opera non si è classificata o che non è stata pubblicata in quel territorio. |                                                                     |             |             |             |             |             |             |             |             |             |             | |                                            |

### Come artista ospite
| Anno                                                                                          | Titolo                                                             | Classifiche | Classifiche | Classifiche | Classifiche | Classifiche | Classifiche | Classifiche | Classifiche | Classifiche | Classifiche | Certificazioni                                                                           | Album di provenienza   |
| Anno                                                                                          | Titolo                                                             | USA         | AUS         | CAN         | FRA         | IRE         | ITA         | NLD         | NZL         | SWI         | UK          | Certificazioni                                                                           | Album di provenienza   |
| --------------------------------------------------------------------------------------------- | ------------------------------------------------------------------ | ----------- | ----------- | ----------- | ----------- | ----------- | ----------- | ----------- | ----------- | ----------- | ----------- | ---------------------------------------------------------------------------------------- | ---------------------- |
| 2017                                                                                          | Right Side (L8LOOMER feat. Doja Cat)                               | —           | —           | —           | —           | —           | —           | —           | —           | —           | —           |                                                                                          | Soulm8s                |
| 2018                                                                                          | 20 Below (Sam Spiegel feat. Anderson Paak e Doja Cat)              | —           | —           | —           | —           | —           | —           | —           | —           | —           | —           |                                                                                          | /                      |
| 2019                                                                                          | Make That Cake (LunchMoney Lewis feat. Doja Cat)                   | —           | —           | —           | —           | —           | —           | —           | —           | —           | —           |                                                                                          | /                      |
| 2020                                                                                          | In Your Eyes (Remix) (The Weeknd feat. Doja Cat)                   | —           | —           | —           | —           | —           | —           | —           | —           | —           | —           |                                                                                          | /                      |
| 2020                                                                                          | To Be Young (Anne-Marie feat. Doja Cat)                            | —           | —           | —           | —           | 73          | —           | —           | —           | —           | 74          |                                                                                          | /                      |
| 2020                                                                                          | Shimmy (Lil Wayne feat. Doja Cat)                                  | —           | —           | —           | —           | —           | —           | —           | —           | —           | —           |                                                                                          | Funeral                |
| 2020                                                                                          | Baby, I'm Jealous (Bebe Rexha feat. Doja Cat)                      | 58          | —           | 60          | —           | 59          | —           | —           | —           | —           | 86          | - USA: Oro                                                                               | Better Mistakes        |
| 2021                                                                                          | Best Friend (Saweetie feat. Doja Cat e/o Katja Krasavice)          | 14          | 35          | 40          | —           | 36          | —           | —           | 39          | 96          | 35          | - USA: Platino (4) - CAN: Platino (4) - NZL: Platino (2) - UK: Argento                   | Pretty Bitch Music     |
| 2021                                                                                          | 34+35 (Remix) (Ariana Grande feat. Doja Cat e Megan Thee Stallion) | 2           | —           | —           | —           | —           | —           | —           | —           | —           | —           |                                                                                          | Positions (Deluxe)     |
| 2021                                                                                          | Dick (StarBoi3 feat. Doja Cat)                                     | 103         | —           | 77          | —           | 58          | —           | —           | —           | —           | 74          | - USA: Oro - NZL: Oro                                                                    | /                      |
| 2021                                                                                          | Handstand (French Montana feat. Saweetie e Doja Cat)               | —           | —           | —           | —           | —           | —           | —           | —           | —           | —           |                                                                                          | They Got Amnesia       |
| 2022                                                                                          | I Like You (a Happier Song) (Post Malone feat. Doja Cat)           | 3           | 7           | 5           | 166         | 15          | 86          | 44          | 6           | 38          | 19          | - AUS: Platino (4) - CAN: Platino (3) - FRA: Oro - ITA: Oro - NZL: Platino (3) - UK: Oro | Twelve Carat Toothache |
| 2023                                                                                          | Kill Bill (SZA feat. Doja Cat)                                     | —           | —           | —           | —           | —           | —           | —           | —           | —           | —           |                                                                                          | /                      |
| 2025                                                                                          | Born Again (Lisa feat. Doja Cat & Raye)                            | 68          | 48          | 53          | 62          | 35          | —           | 69          | 36          | 40          | 13          |                                                                                          | Alter Ego              |
| 2025                                                                                          | Just Us (Jack Harlow feat. Doja Cat)                               | 57          | —           | 61          | —           | 82          | —           | —           | —           | —           | 50          |                                                                                          | /                      |
| 2025                                                                                          | Lose My Mind (Don Toliver feat. Doja Cat)                          | 111         | —           | 62          | —           | 73          | —           | —           | —           | —           | 85          |                                                                                          | F1 the Album           |
| "—" indica che l'opera non si è classificata o che non è stata pubblicata in quel territorio. |                                                                    |             |             |             |             |             |             |             |             |             |             |                                                                                          |                        |

### Singoli promozionali
| Anno                                                                                          | Titolo                     | Classifiche | Classifiche | Classifiche | Classifiche | Classifiche | Classifiche | Certificazioni                          | Album di provenienza |
| Anno                                                                                          | Titolo                     | USA         | AUS         | CAN         | IRE         | NZL         | UK          | Certificazioni                          | Album di provenienza |
| --------------------------------------------------------------------------------------------- | -------------------------- | ----------- | ----------- | ----------- | ----------- | ----------- | ----------- | --------------------------------------- | -------------------- |
| 2014                                                                                          | No Police                  | —           | —           | —           | —           | —           | —           |                                         | Purrr!               |
| 2018                                                                                          | Roll with Us               | —           | —           | —           | —           | —           | —           |                                         | Amala                |
| 2020                                                                                          | Freak                      | 121         | —           | —           | —           | —           | —           | - USA: Platino - NZL: Oro - UK: Argento | /                    |
| 2021                                                                                          | You're the One That I Want | —           | —           | —           | —           | —           | —           |                                         | /                    |
| 2023                                                                                          | Attention                  | 31          | 30          | 29          | 27          | 16          | 37          | - CAN: Oro                              | Scarlet              |
| 2023                                                                                          | Demons                     | 46          | —           | 53          | 70          | —           | 53          |                                         | Scarlet              |
| 2023                                                                                          | Balut                      | 123         | —           | —           | —           | —           | —           |                                         | Scarlet              |
| "—" indica che l'opera non si è classificata o che non è stata pubblicata in quel territorio. |                            |             |             |             |             |             |             |                                         |                      |

## Altri brani entrati in classifica
| Anno                                                                                          | Titolo                                 | Classifiche | Classifiche | Classifiche | Classifiche | Classifiche | Classifiche | Classifiche | Classifiche | Certificazioni                                                                | Album di provenienza |
| Anno                                                                                          | Titolo                                 | USA         | AUS         | CAN         | FRA         | IRE         | NZL         | SWI         | UK          | Certificazioni                                                                | Album di provenienza |
| --------------------------------------------------------------------------------------------- | -------------------------------------- | ----------- | ----------- | ----------- | ----------- | ----------- | ----------- | ----------- | ----------- | ----------------------------------------------------------------------------- | -------------------- |
| 2020                                                                                          | Pussy Talk (City Girls feat. Doja Cat) | 110         | —           | —           | —           | —           | —           | —           | —           | - USA: Platino                                                                | City on Lock         |
| 2020                                                                                          | Motive (Ariana Grande feat. Doja Cat)  | 32          | 19          | 25          | —           | 13          | 29          | —           | 16          | - UK: Argento - NZL: Platino                                                  | Positions            |
| 2021                                                                                          | Naked                                  | 105         | —           | —           | —           | —           | —           | —           | —           |                                                                               | Planet Her           |
| 2021                                                                                          | Payday (feat. Young Thug)              | 109         | —           | —           | —           | —           | —           | —           | —           |                                                                               | Planet Her           |
| 2021                                                                                          | I Don't Do Drugs (feat. Ariana Grande) | 57          | 43          | 37          | —           | —           | 31          | —           | —           | - USA: Oro - NZL: Oro                                                         | Planet Her           |
| 2021                                                                                          | Love to Dream                          | 112         | —           | —           | —           | —           | —           | —           | —           |                                                                               | Planet Her           |
| 2021                                                                                          | Been like This                         | 101         | —           | —           | —           | —           | —           | —           | —           | - USA: Oro - NZL: Oro                                                         | Planet Her           |
| 2021                                                                                          | Options (feat. J.I.D)                  | 111         | —           | —           | —           | —           | —           | —           | —           |                                                                               | Planet Her           |
| 2021                                                                                          | Ain't Shit                             | 24          | —           | 27          | —           | 22          | 9           | —           | 26          | - USA: Platino (2) - AUS: Oro - CAN: Platino - NZL: Platino (2) - UK: Argento | Planet Her           |
| 2021                                                                                          | Imagine                                | 121         | —           | —           | —           | —           | —           | —           | —           |                                                                               | Planet Her           |
| 2021                                                                                          | Alone                                  | 122         | —           | —           | —           | —           | —           | —           | —           |                                                                               | Planet Her           |
| 2021                                                                                          | Scoop (Lil Nas X feat. Doja Cat)       | 42          | —           | 41          | 135         | —           | —           | —           | —           | - USA: Oro                                                                    | Montero              |
| 2023                                                                                          | Wet Vagina                             | 114         | —           | —           | —           | —           | —           | —           | —           |                                                                               | Scarlet              |
| 2023                                                                                          | Fuck the Girls (FTG)                   | 124         | —           | —           | —           | —           | —           | —           | —           |                                                                               | Scarlet              |
| 2023                                                                                          | Ouchies                                | 119         | —           | —           | —           | —           | —           | —           | —           |                                                                               | Scarlet              |
| 2023                                                                                          | Gun                                    | 112         | —           | —           | —           | —           | —           | —           | —           |                                                                               | Scarlet              |
| 2023                                                                                          | Go Off                                 | 120         | —           | —           | —           | —           | —           | —           | —           |                                                                               | Scarlet              |
| 2023                                                                                          | Can't Wait                             | 122         | —           | —           | —           | —           | —           | —           | —           |                                                                               | Scarlet              |
| 2024                                                                                          | Masc (feat. Teezo Touchdown)           | 119         | —           | —           | —           | —           | —           | —           | —           |                                                                               | Scarlet 2 Claude     |
| "—" indica che l'opera non si è classificata o che non è stata pubblicata in quel territorio. |                                        |             |             |             |             |             |             |             |             |                                                                               |                      |